# Газовый Завод (улица)
Улица Га́зовый Заво́д — улица в Кронштадте. Является продолжением Ленинградской улицы наряду с Тулонской аллеей. Протяжённость магистрали — 340 метров.

## История
Улица заложена в начале XIX века, её первоначальное название неизвестно. В 1868 году в районе её магистрали состоялось открытие газового завода, построенного с целью выработки и хранения газа для обеспечения уличного освещения в Кронштадте. После этого события улица получила своё нынешнее название — улица Газовый Завод.

## Здания и сооружения
- дом 2 — ГУП Больница № 36 (детское инфекционное отделение)[4];
- дом 3A — ГУП Больница № 36[4];
- Территория ГУП «Водоканал Санкт-Петербурга» (восточная оконечность улицы);
- Промышленные территории;
- Складские помещения.

## Транспорт
На пересечении с Тулонской аллеей:
- Автобусы: № 1Кр, 2Кр, 3Кр[5].